# Ryssgubbe
Ryssgubbe (förr även kallad Långrova, Rysskål och Hundrättika), Bunias orientalis L. är en art i familjen kålväxter.

## Beskrivning
Ryssgubbe är en storväxt, vanligen flerårig ört med en kraftig pålrot. Stjälken blir upp till en meter hög, den är upprätt och vanligen strävhårig. De nedre bladen är parflikiga med en stor triangulär ändflik. De övre bladen är oftast enkla. Blommorna sitter i en rikt förgrenad blomställning. Kronbladen är gula, och cirka 0,5 cm långa. Blommorna har en svag, angenäm, kryddartad doft, liksom hos många andra korsblommiga växter. De snett äggformade frukterna har en tillplattad spets. Ytan är täckt med små vårtor. Frukterna är mycket typiska för arten. De innehåller endast två frön och öppnar sig inte vid mognaden.

## Habitat
Ryssgubbe förekommer vildväxande i centrala, östra och sydöstra Europa, till norra Iran och västra Sibirien. Arten är främmande och har fått stor spridning som förvildad i stora delar av Europa och Nordamerika. Den har tidigare, sedan 1700-talet, odlats både som prydnads- och foderväxt. Den betraktas idag som en invasiv art.
År 1814 visade den sig plötsligt i stora mängder omkring Paris, sedan en rysk krigshär haft sitt läger i stadens närhet.

## Förekomst i Norden
I Sverige är arten särskilt spridd och allmän i Uppland, men den förekommer också i andra landskap.
Ryssgubbe påträffades första gången i Sverige 1768. Den kom in i Norge i början av 1800-talet och är numera allmän i sydöst och längs kusten.

### Utbredningskartor
- Norden
- Norra halvklotet

Ej ursprunglig i Nordamerika

## Biotop
Ryssgubbe förekommer på kulturpåverkad mark, ofta längs vägar och banvallar. Växten kom till Skandinavien under senare delen av 1700-talet från Östeuropa, vilket antyds av flera av dess svenska namn såsom rysskål och ryssrova.

## Etymologi
- Släktnamnet Bunias  härleds från grekiska buonias, ett slags rova.
- Artepitetet Orientalis betyder från Orienten, orientalisk. Ordet kan härledas från latin oriens  = öster.

## Bilder

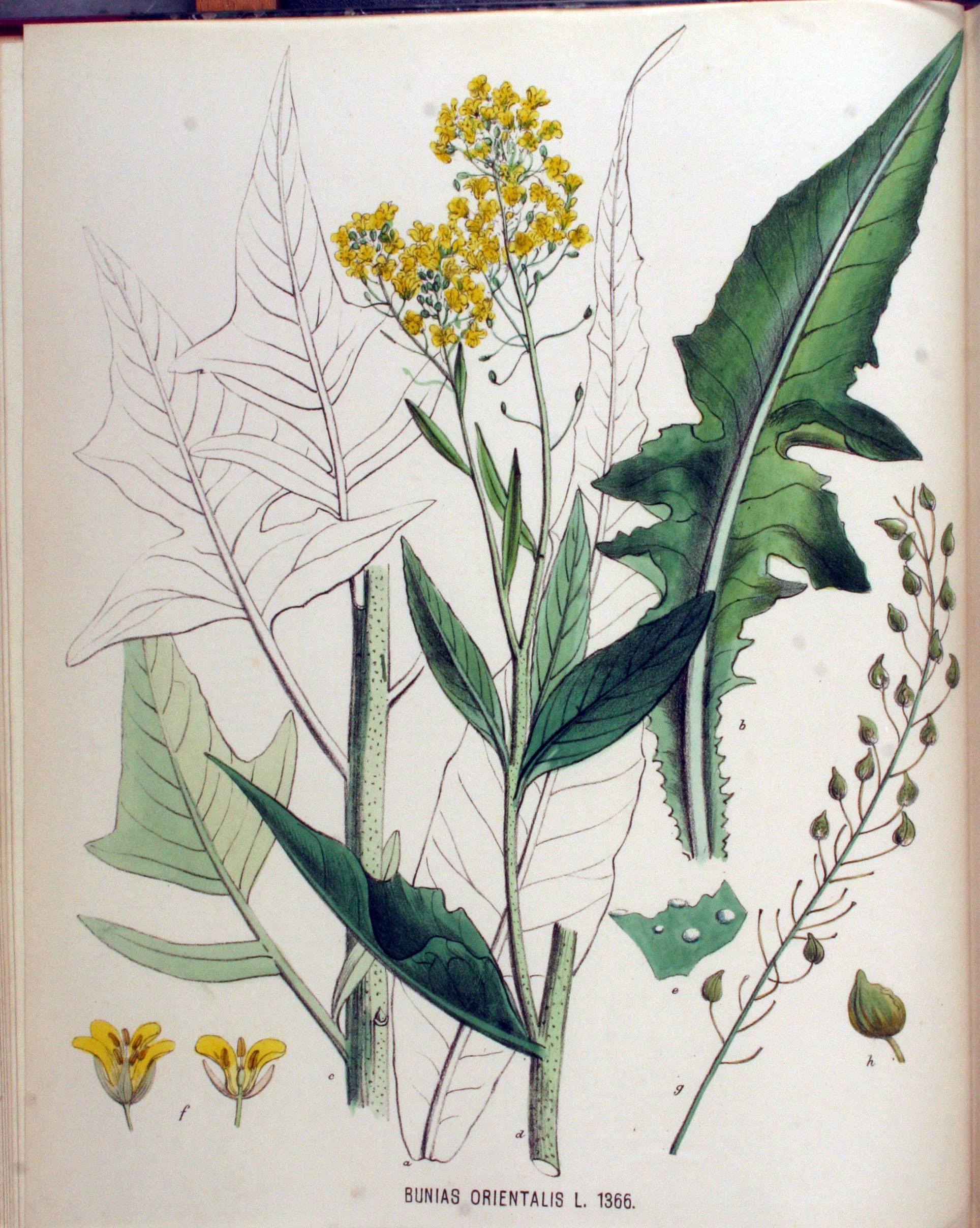
Tecknare Jan Kops, 1889
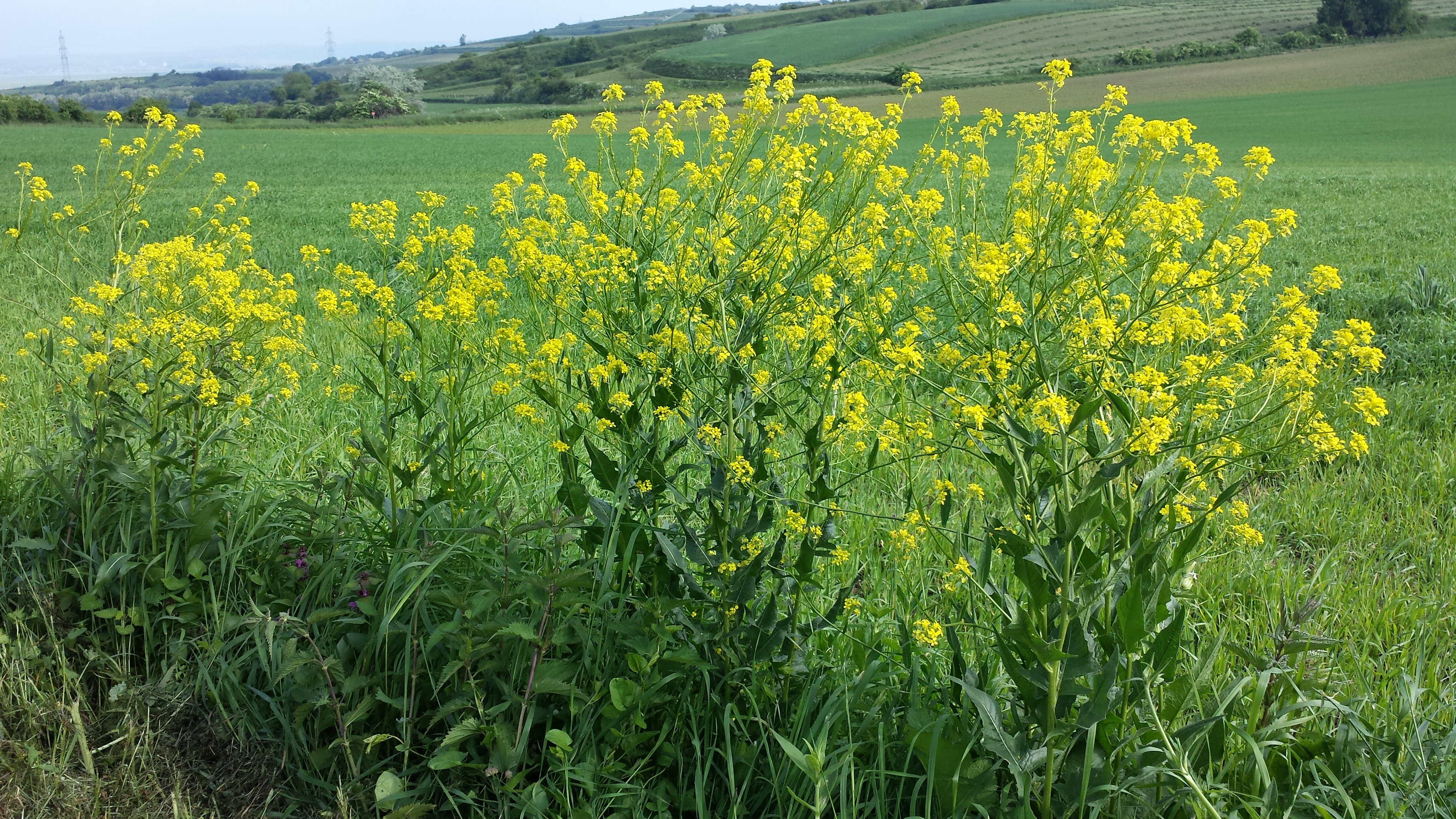
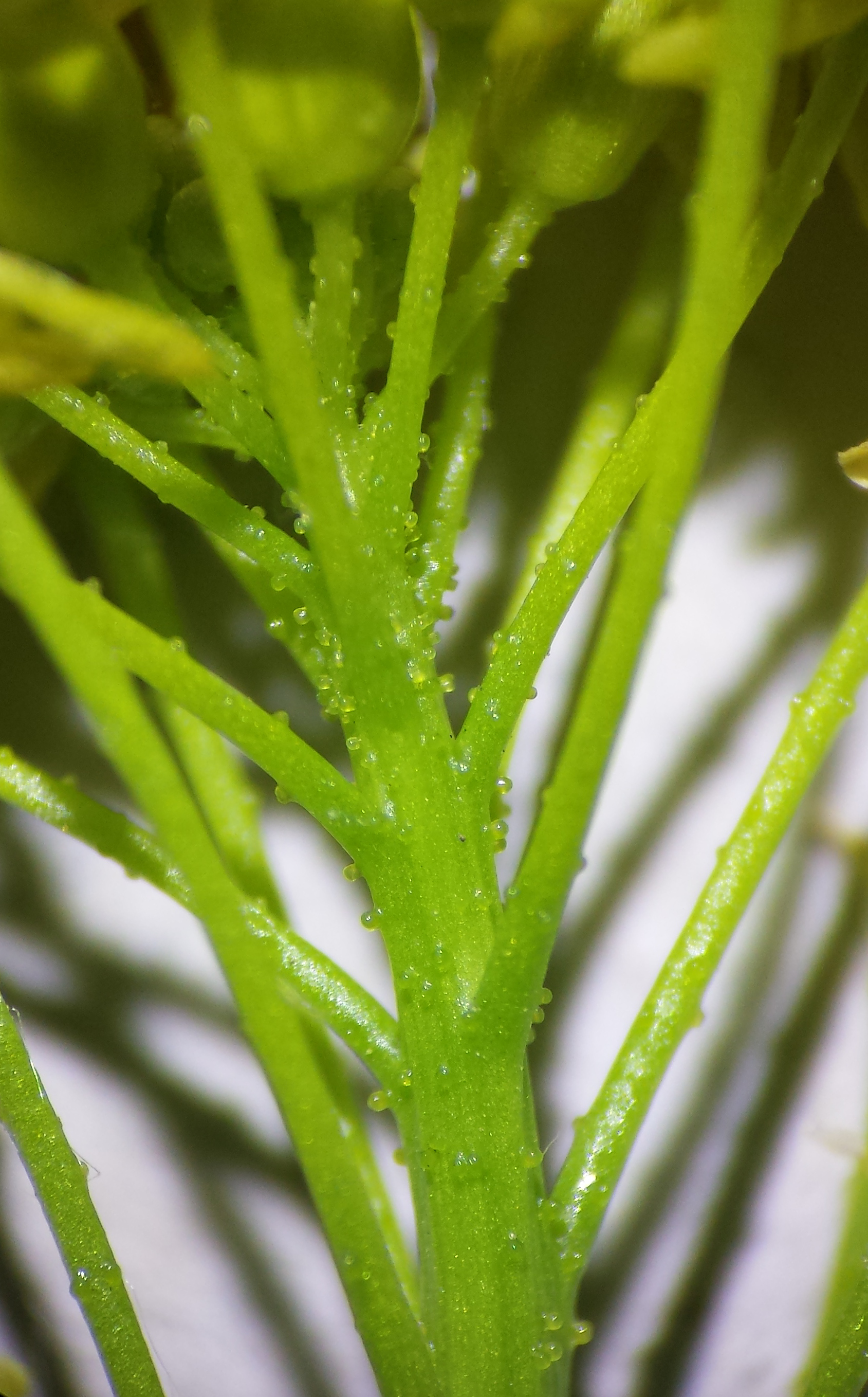
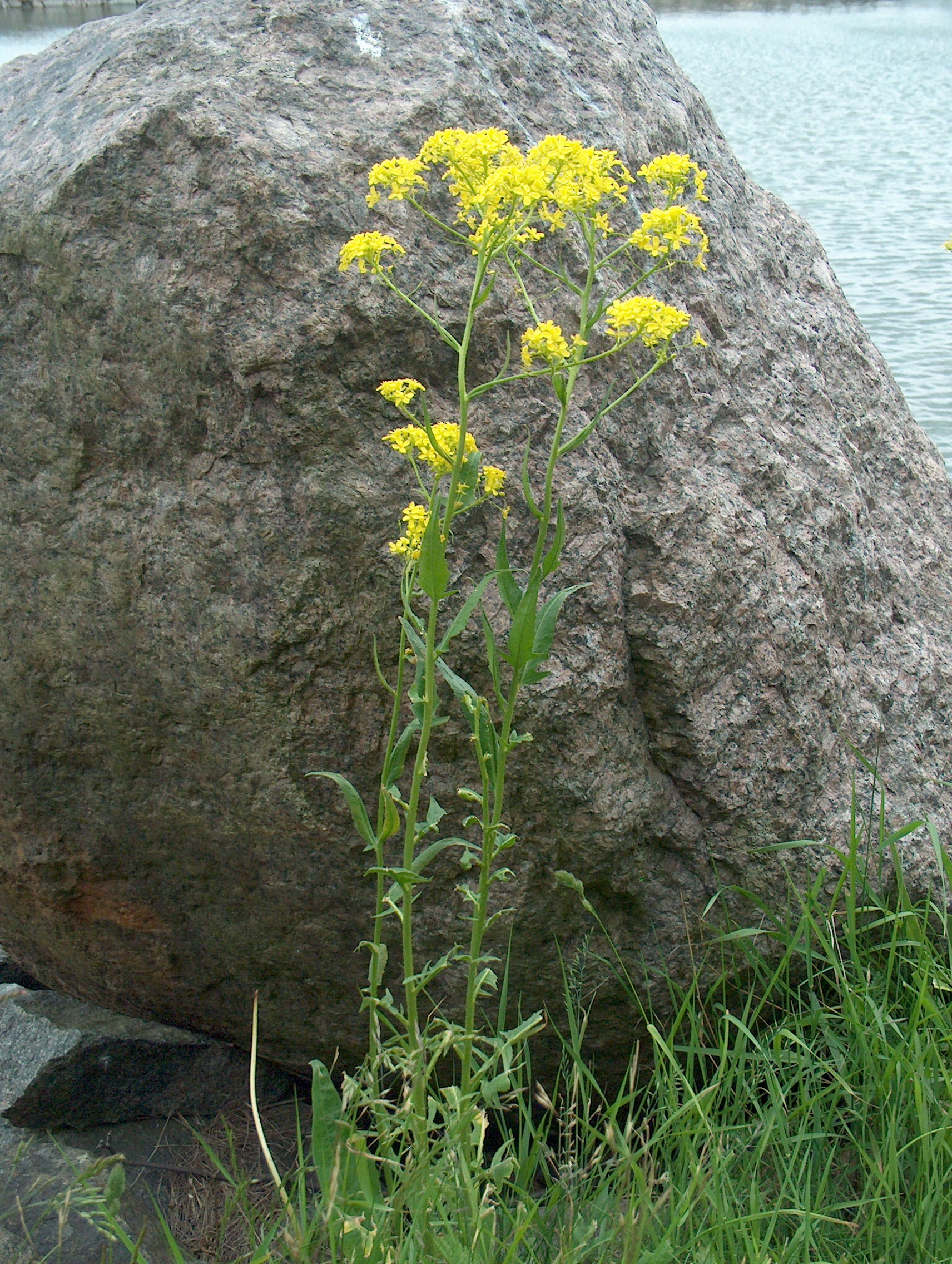
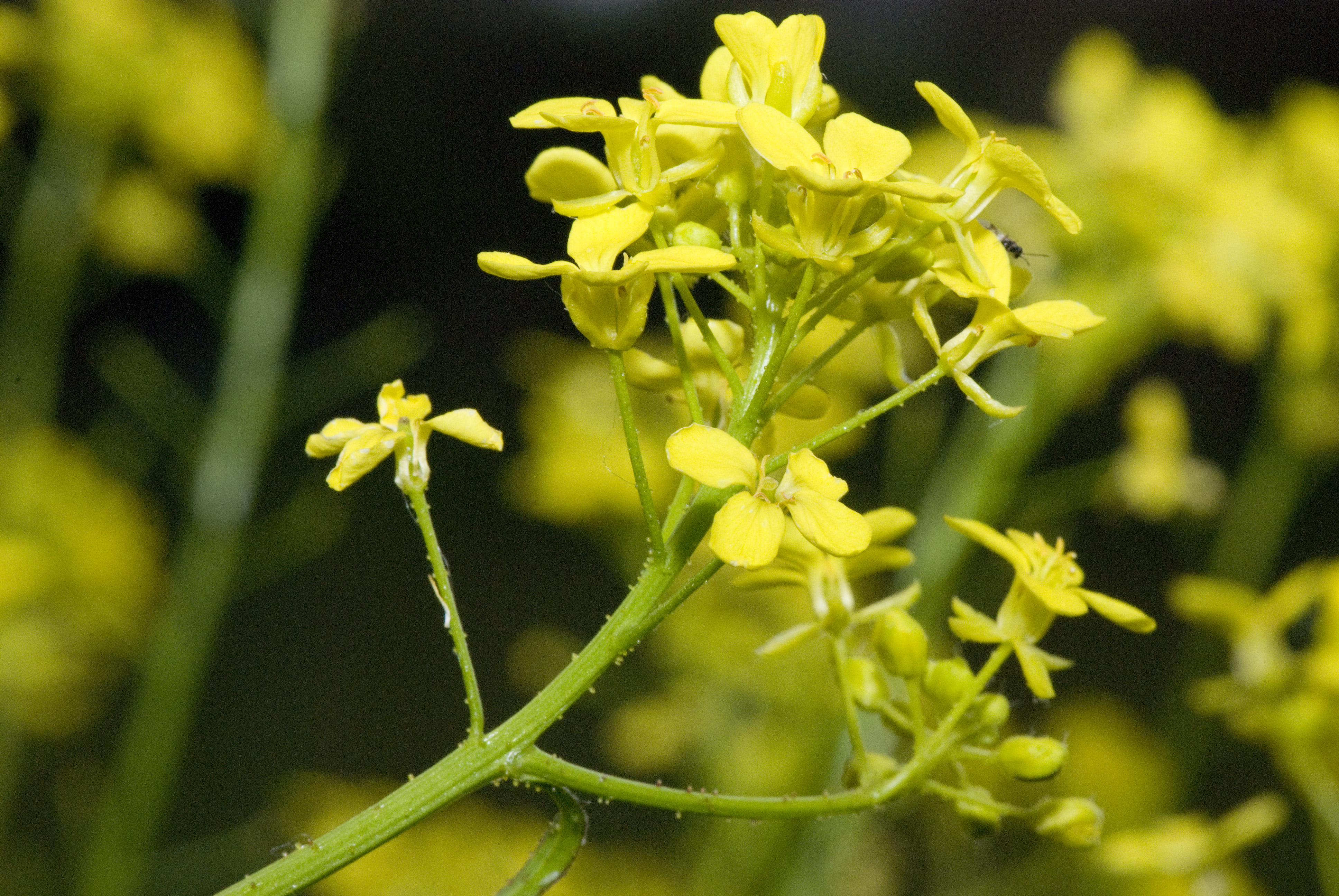
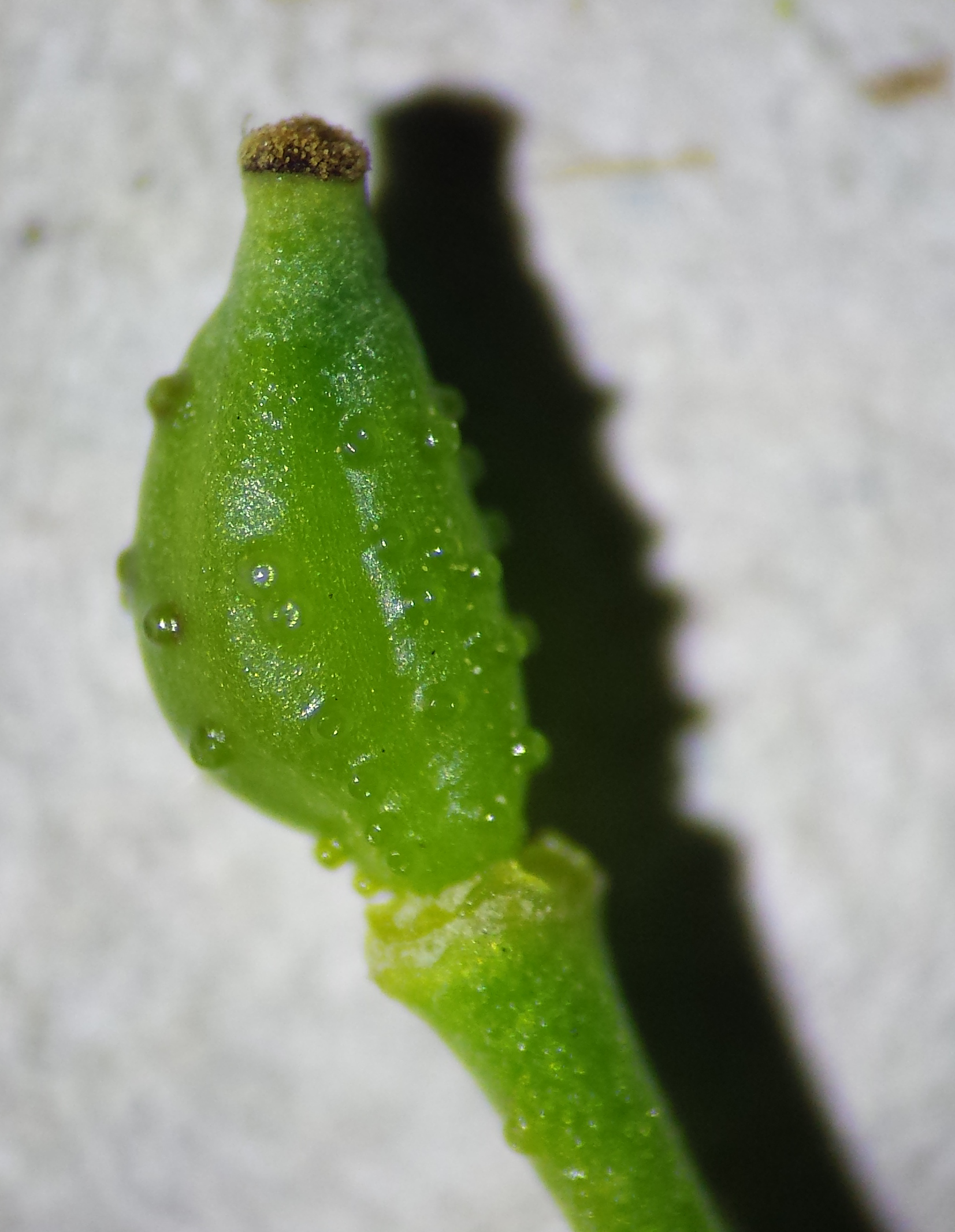
Omogen frukt
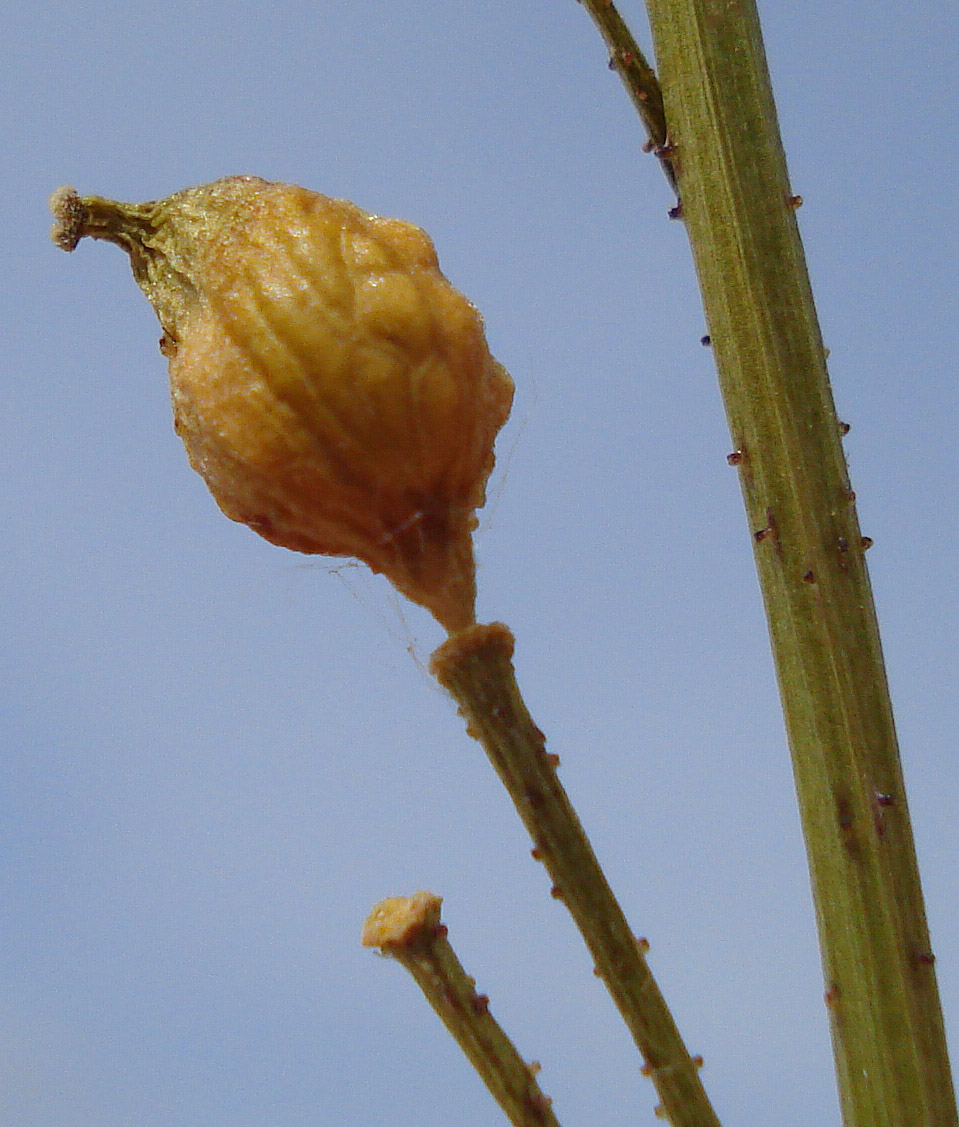
Mogen frukt
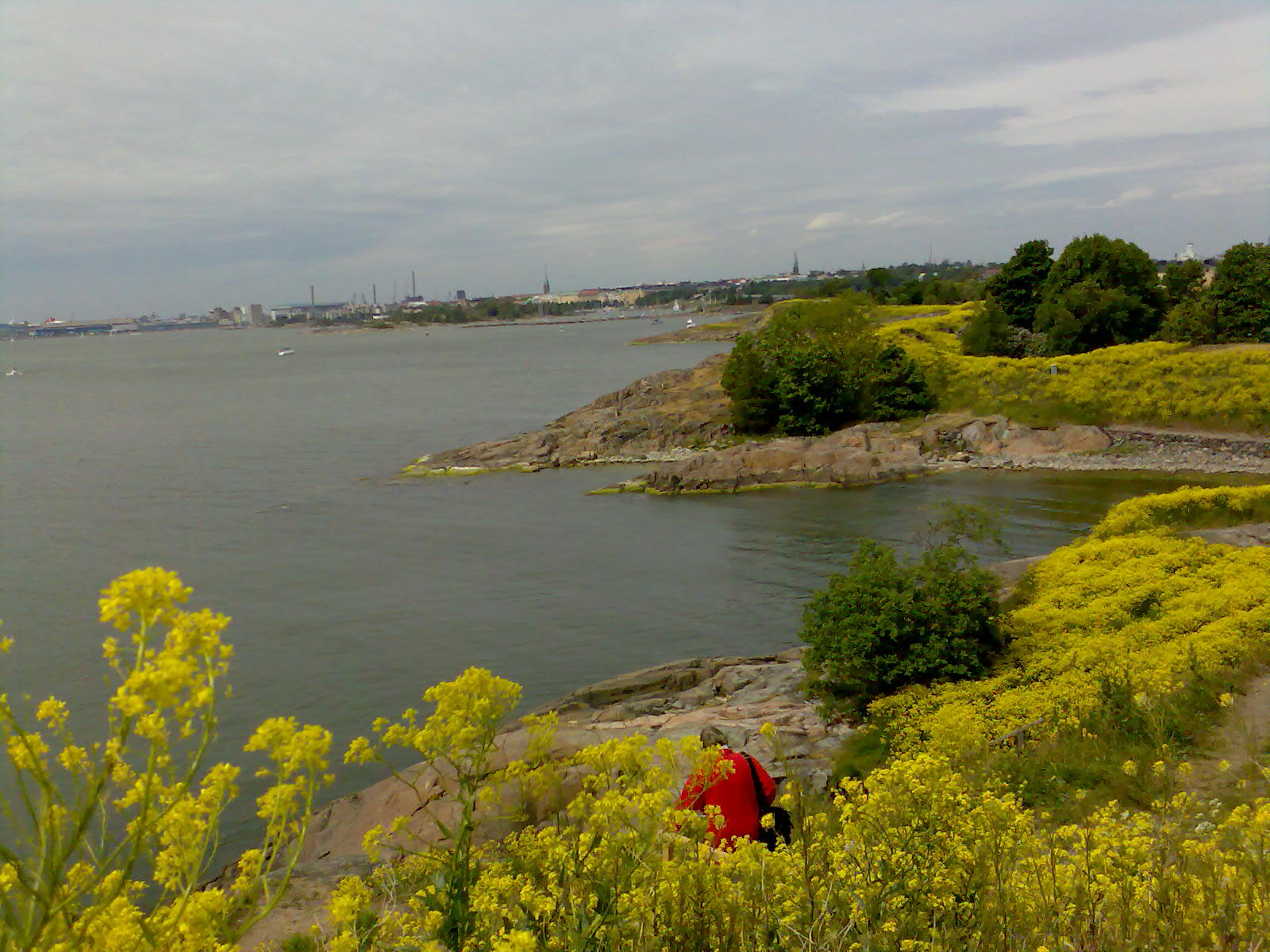